# Covercraft
«Covercraft» (укр. «Каверкрафт») — восьма серія двадцять шостого сезону мультсеріалу «Сімпсони», прем'єра якої відбулась 23 листопада 2014 року у США на телеканалі «Fox».

## Сюжет
Мо та власник сусіднього магазину Король Тут влаштовують бійку, чере що обох заарештовують, і закривають їхній бізнес. Через це Гомеру та Лісі доводиться купувати саксофон у роздрібному музичному магазині. Гомер купує собі бас-гітару і грає на ній, де б він не був. Роздратована, Мардж зустрічається з іншими дружинами в місті, які також дратуються постійною грою своїх чоловіків. У них виникає ідея, щоб їхні чоловіки створили гаражну групу.
Гомер збирає отця Лавджоя з гітарою, Кірка Ван Гутена на клавішних, а доктора Гібберта на барабанах. Пізніше до них приєднується Апу в якості соліста, коли чують, як він співає класичну пісню колись популярної глем-метал групи 1980-х, «Sungazer». Вони називають свою групу «Каверкрафт» і починають грати на всіляких заходах граючи кавери відомих пісень. На концерті на Капустяному фестивалі Апу зізнається Гомеру, що у нього страх сцени, але Гомер пропонує уявити себе у «Квікі-Марті» за роботою, щоб впоратися зі страхом. Концерт, врешті решт, вдається, група отримує визнання, за чим слідкує «Sungazer» і просить Апу замінити їх загиблого вокаліста.
Коли Гомер вперше бачить успіх Апу, він із радістю повідомляє, що його друг стає багатим і успішним, поки Кірк не згадує про свою ревнощі, а Апу не вказує, що «Sungazer» грає в Лас-Вегасі. Однак підсвідомо Гомер все ж заздрить другу… Без соліста репетиції «Каверкрафту» призупиняються (Кірк намагався замінити Апу, але Гомер критикує його вокальні здібності). Гомер сердито розпускає групу.
Мардж нагадує Гомеру, що він не створював групу, щоб стати багатим і відомим, і закликає його вирушити на концерт «Sungazer» на Спрінґфілдській арені, щоб підтримати Апу. На концерті Гомер використовує прохід за лаштунки, щоб проникнути в гардеробну Апу і викрасти його спеціальну сорочку-уніформу Апу. Однак, підслуховує що група, відмовляє Апу у відпустці, яку він проводить з родиною, і замість цього згадує про контракт. Апу бачить Гомера і зізнається, що він почувається самотнім і сумує за домом. Гомер вирішує помститися «Sungazer», попросивши Санджея, брата Апу, отруїти їх хот-догами з «Квікі-Марту».
Замість «Sungazer» Апу виводить возз'єднаний «Каверкрафт» для виступу. В результаті, їх заарештовує шеф Віґґам за харчові отруєння.
У сцені під час титрів Гомер, Апу, Мо та Король Тут слухають історію від Семмі Хаґара у в'язниці.

## Виробництво
Спочатку серія повинна називатися «Band of Dads» (укр. «Гурт татусів»), проте її було перейменовано на «Covercraft».

## Ставлення критиків і глядачів
Під час прем'єри серію переглянули 3,45 млн осіб з рейтингом 1.5, що зробило її найпопулярнішим шоу на каналі «Fox» тієї ночі.
Майлз МакНатт з «The A.V. Club» дав серії оцінку B-, сказавши:
|  | І як «шанувальнику «Сімпсонів»», який не дивиться сучасну версію серіалу, було важко дивитись «Covercraft», не думаючи про серії[-мюзикли], якими він натхненний… Однак ці [ранні музичні] епізоди мали резонанс не просто через залучені пісні, а, — як у випадку з «Homer's Barbershop Quartet» — завдяки їх сприйняттю реальних музичних наративів. Швидше за все, вони отримали резонанс, тому що використовували музику та оповіді, щоб розповідати резонансні історії персонажів, — щось, у чому, базуючись на [перегляді] «Covercraft», сучасні Сімпсони менш зацікавлені у дослідженні. |

У лютому 2015 року сценариста і виконавчого продюсера серії Метта Селмана було номіновано на премію Гільдії сценаристів Америки в області анімації 2014 року.
Згідно з голосуванням на сайті The NoHomers Club більшість фанатів оцінили серію на 3/5 із середньою оцінкою 3,32/5.